# 小宮山友晴
小宮山 友晴（こみやま ともはる）は、安土桃山時代の武将。甲斐武田氏の家臣。使番十二人衆の一人。

## 生涯
二俣城で戦死した小宮山昌友の子として誕生した。
天正3年（1575年）の長篠の戦い以降、主君であった武田勝頼の側近衆の秋山昌成（秋山摂津守）らと険悪で、長篠の戦いで敵前逃亡した武田信廉など御親類衆に対しても厳しい態度で臨み、時折非難したと伝わる。故に家中でも疎まれ、長坂の讒言等もあって勝頼からも疎まれ、蟄居させられたという。
『甲陽軍鑑』『甲乱記』によれば、天正10年（1582年）3月の織田信長の甲州征伐において、武田氏御親類衆の穴山梅雪・木曾義昌が寝返り、武田信廉は一戦も弓を交えず早々と逃亡する状況の中においてしかし、「譜代の臣でありながら、武田家最後の戦いに臨めぬのは末代までの恥辱」であり、「御盾となり高思の万分の一にも報いたい」と自身の忠節を貫く為に、蟄居中の身でありながら勝頼最後の地・天目山に駆け付けた。友晴らは奮戦するも衆寡敵せず、鳥居畑で討死した。この時、三弟の昌親も勝頼の下に駆け付けたが、勝頼の命令により昌親は家族を護って落ちのびている。昌親は武田家滅亡後は徳川家に仕えた。
友晴の弟で中山広厳院（笛吹市）の僧になっていた拈橋が、命運尽きた勝頼一行の遺骸を弔ったと伝えられ、後に家康はこの地（甲州市田野）に景徳院を建立し拈橋を住持とした。拈橋は今に残る勝頼と運命を共にした「殉死者」の法名を全て付けたとされている。
法名は景徳院では忠叟道節居士、北杜市高根町村山西割の泉竜寺（小宮山忠道乃至その子孫が建立）では小林道林である。
なお、幕末の儒学者として有名な藤田東湖は、友晴のことを「天晴な男、武士の鑑、国史の精華」といってその忠臣ぶりを絶賛している。